# Comuna de Włoszakowice
Włoszakowice (polaco: Gmina Włoszakowice) é uma gminy (comuna) na Polónia, na voivodia de Grande Polónia e no condado de Leszczyński. A sede do condado é a cidade de Włoszakowice.
De acordo com os censos de 2004, a comuna tem 8508 habitantes, com uma densidade 66,9 hab/km².

## Área
Estende-se por uma área de 127,15 km², incluindo:
- área agrícola: 52%
- área florestal: 39%

## Demografia
Dados de 30 de Junho 2004:
|                      | Total   | Total | Mulheres | Mulheres | Homens  | Homens |
| -------------------- | ------- | ----- | -------- | -------- | ------- | ------ |
|                      | pessoas | %     | pessoas  | %        | pessoas | %      |
| População            | 8508    | 100   | 4314     | 50,7     | 4194    | 49,3   |
| Densidade (pop./km²) | 66,9    | 100   | 33,9     | 33,9     | 33      | 33     |

De acordo com dados de 2002, o rendimento médio per capita ascendia a 1370,81 zł.

## Comunas vizinhas
- Lipno, Przemęt, Śmigiel, Święciechowa, Wijewo, Wschowa